# Kontraposition
Kontraposition är en regel i klassisk logik med vilken en villkorssats kan skrivas om med en omkastning, kontraposition, och negering av för- och eftersats. Regeln säger, att satsen A → B är tautolog med satsen ¬B → ¬A.
| A | B | A → B | ¬B → ¬A |
| F | F | S     | S       |
| F | S | S     | S       |
| S | F | F     | F       |
| S | S | S     | S       |

Kontraposition är nära förbunden med den logiska slutledningsregeln, Modus tollendo tollens.
I det naturliga språket har regeln tillämpbarhet i vissa kontexter, till exempel två-värda, medan den fallerar i andra. Särskilt vid tillämpning i icke-två-värda kontexter skapar dess användning ofta paradoxer.